# Бежу (Минесота)
Бежу (енгл. Bejou) град је у америчкој савезној држави Минесота.

## Демографија
По попису из 2010. године број становника је 89, што је 5 (-5,3%) становника мање него 2000. године.
| Група             | 2000.      | 2010.      |
| Белци             | 78 (83,0%) | 68 (76,4%) |
| Афроамериканци    | 0 (0,0%)   | 0 (0,0%)   |
| Азијати           | 0 (0,0%)   | 1 (1,1%)   |
| Хиспаноамериканци | 0 (0,0%)   | 0 (0,0%)   |
| Укупно            | 94         | 89         |